# Ahmed Rashad
Ahmed Rashad, né le 31 octobre 1981, est un coureur cycliste égyptien.

## Palmarès
- 2002
  - 2e du Tour d'Égypte
- 2006
  - 4e étape du Tour du Cameroun
  - 8e étape du Tour du Faso
  - 3e du Tour du Cameroun
- 2007
  -  Champion d'Égypte sur route
  -  Champion d'Égypte du contre-la-montre
  - 4e et 9e étapes du Tour du Cameroun
  - 2e étape du Tour de Libye
- 2008
  - 3e du Grand Prix de Sharm el-Sheikh

## Classements mondiaux
| Année           | 2006 | 2007 | 2008 |
| --------------- | ---- | ---- | ---- |
| UCI Africa Tour | 15e  | 8e   | 93e  |